# Ana Castell
Editza del Carmen Castellanos Naranjo (16 de septiembre de 1940), más conocida como Ana Castell, es una primera actriz de la radio, el cine, el teatro y televisión venezolana. Se ha destacado en el género de las telenovelas, donde comenzó en la exitosa telenovela de RCTV Corazón de madre que le abrió camino para participar en numerosos dramáticos venezolanos. Entre sus últimos trabajo destaca su participación en la telenovela de Televen Nora, donde interpretó a Bendita Villamil.

## Telenovelas
- 1965, El derecho de nacer RCTV
- 1969, Las aventuras de Rover y Akela RCTV
- 1969, Mariana Montiel RCTV
- 1969, La hija del dolor RCTV
- 1969, Corazón de madre RCTV ... Maigualida
- 1972, María Teresa Venevisión ... Clara
- 1973, Peregrina Venevisión ... Celia
- 1973, La otra Venevisión ... Estrella
- 1973, Una muchacha llamada Milagros Venevisión ... Olvido
- 1975, Mamá Venevisión
- 1974, Los poseídos Venevisión ... Tituba
- 1975, Mariana de la noche Venevisión ... Lucrecia
- 1976, La Zulianita Venevisión ... Queta
- 1977, Rafaela Venevisión ... Caridad Martínez
- 1978, Ana María Venevisión
- 1978, María del mar Venevisión ... Aurora
- 1979, Ifigenia VTV
- 1980, El mundo de Berta VTV ... Berta López
- 1982, Se alquilan habitaciones VTV
- 1983, Ángela del infierno VTV
- 1984, La mujer sin rostro VTV
- 1984, La dueña VTV ... María Benita
- 1985, Tres amores...tres destinos VTV
- 1986, Viernes negro VTV
- 1987, Corazón de diamante WAPA-TV ... Gertrudis
- 1988, Intermezzo VTV
- 1989, Maribel Venevisión ... Josefina Contreras
- 1990, Pobre diabla Capitalvisión ... Lucía
- 1993, Por estas calles RCTV ... Pacífica
- 1994, Alejandra RCTV ... Caridad Martínez
- 1995, Ilusiones RCTV ... Hilda Cáceres
- 1999, El país de las mujeres Venevisión ... Sagrario de Sánchez
- 1999, Toda mujer Venevisión ... Rosaría
- 2000, Hechizo de amor Venevisión ... Dominga Cárdenas
- 2001, Felina Venevisión ... Yarima
- 2003, Cosita rica Venevisión ... Nana Ramona
- 2005, Amantes RCTV ...  Arawaca
- 2007, Toda una dama RCTV ... Encarnación Romero
- 2009, Libres como el viento RCTV ... Natividad Salcedo
- 2010, Redención de amor (Enlace TBN, 2010) ... Hermana Carmen
- 2011, Pecado de Soberbia (Enlace TBN, 2011) ... Belinda Rigores
- 2014, Nora Televen ... Bendita Villamil

## Cine
- 1987, Macu, la mujer del policía
- 1987 Operación billete ... Guillermina
- 1994, Golpes a mi puerta ... Severa

## Teatro
- Propiedad clausurada de Tennessee Williams
- Idilio ejemplar de Ferenc  Molnar
- La señora H se mece en el sillón de Manuel Trujillo
- El hombre, la bestia y la virtud de Luigi Pirandello
- La noche moribunda de Gilberto Pinto,

## Radio
- El derecho de nacer
- La loca Luz Caraballo
- Cumbres Borrascosas

## Premios y reconocimientos
- ACE (Nominada a primera actriz por la telenovela "Rafaela" en Nueva York)
- Meridiano de Oro
- Casa del Artista
- Mara de Oro
- Guaicaipuro de Oro
- Estrella de Venezuela
- El Aragüeño
- Arlequín de oro.